# IC 2698
IC 2698 ist eine irreguläre Galaxie vom Hubble-Typ IBm/P im Sternbild Löwe auf der Ekliptik. Sie ist schätzungsweise 264 Millionen Lichtjahre von der Milchstraße entfernt und hat einen Durchmesser von etwa 40.000 Lichtjahren.

Im selben Himmelsareal befinden sich u. a. die Galaxien IC 2678, IC 2679, IC 2683, IC 2700.
Das Objekt wurde am 27. März 1906 von Max Wolf entdeckt.